# Caliente (programa de televisión)
Caliente fue un programa de televisión creado por Hugo Stuven, emitido por TVE 1, con un formato que combinaba entrevistas y actuaciones musicales. Sus presentadores fueron Ana Obregón y Rody Aragón, con el humor de Fofito. 
Una particularidad del mismo es que cada programa incluía dos secciones que podían visualizarse con unas gafas de cartón con filtro claro y filtro oscuro, que el programa comercializó en kioscos, y con las que se generaba la ilusión de estar grabadas en tres dimensiones. Esta técnica de grabación se basa en el "efecto (también llamado 'ilusión') Pulfrich". Esta ilusión se debe a que las imágenes vistas con la lente oscura tardan más tiempo en llegar al cerebro y éste percibe una sensación de profundidad cuando le llega la misma imagen de un movimiento en sentido horizontal, pero vista con un ligero retraso en un ojo, respecto al otro. Por ello las secciones en las que se reproduce este efecto están grabadas en movimiento horizontal continuo. El estreno del programa tuvo lugar el 8 de julio de 1991 en horario de máxima audiencia.